# Slavko Štancer
Niektóre z zamieszczonych tu informacji wymagają weryfikacji.
Dokładniejsze informacje o tym, co należy poprawić, być może znajdują się w dyskusji tego artykułu.
 Po wyeliminowaniu niedoskonałości należy usunąć szablon [[Szablon:Dopracować|]] z tego artykułu.
Slavko Štancer, węg. Ignácz Stancer, niem. Ignaz Stancer (ur. 1872, zm. 1945 w Zagrzebiu) – chorwacki generał, w 1941 dowódca wojsk lądowych Chorwackiego Domobraństwa i generalny inspektor sił zbrojnych NDH. Niekiedy występuje pod nazwiskiem zapisywanym jako „Stanzer” lub „Stancer”.

## Życiorys
W okresie I wojny światowej służył w królewsko-węgierskiej Obronie Krajowej, walcząc w szeregach 26 Pułku Piechoty Honwedu. 1 listopada 1917 został mianowany pułkownikiem. Według J. Horvata (1896-1968), chorwackiego dziennikarza i historyka, Štancer był "ogłaszany największym bohaterem" 42 Dywizji Piechoty Honwedu, noszącej miano „Diabelskiej” (Vražja divizija). Jednakże już w pierwszym tygodniu kampanii serbskiej Štancer stracił prawą rękę. Wojnę zakończył jako inwalida wojenny.
Po proklamowaniu Niepodległego Państwa Chorwackiego 10 kwietnia 1941 r. wraz ze Slavkiem Kvaternikiem rozpoczął tworzenie chorwackich sił zbrojnych. 12 kwietnia Štancer został mianowany dowódcą wojsk lądowych i marynarki wojennej oraz awansowany do stopnia generała. Otrzymał też honorowy tytuł „vitez” (rycerz).
W chorwackim „Dzienniku Ustaw” („Narodne novine”) pod datą 18.04.1941 r. opublikowano tymczasową strukturę Chorwackiej Obrony Krajowej (domobraństwa). Generał Štancer został dowódcą sił lądowych, Đuro Jakčin – marynarki wojennej NDH, Vladimir Kren – lotnictwa NDH, Josip Marković – wojsk kolejowych i drogowych, Zvonimir Pavešić – wojsk transportowych, Hinko Krenčić – poczty, Petar Petković – służb bezpieczeństwa i porządku publicznego.
W 1942 r. generał Slavko Štancer pełnił funkcję komendanta garnizonu Zagrzeb. Był też przewodniczącym Trybunału Wojskowego.
Pod koniec II wojny światowej, po upadku NDH, Slavko Štancer został aresztowany na terenie Karyntii w okresie bitwy pod Poljaną (14-15 maja 1945 r.). Po nieudanych negocjacjach na temat losów chorwackich jeńców wojennych w rękach brytyjskich został wydany partyzantom jugosłowiańskim, a następnie był sądzony w Zagrzebiu. Władze komunistycznej Jugosławii skazały go na karę śmierci. Štancer zwrócił się o akt łaski do Josipa Broza-Tity, prosząc o możliwość kontynuowania kariery wojskowej, jako że był wykwalifikowanym oficerem. Tito, dawny towarzysz broni, odmówił ułaskawienia, ale generał uniknął wykonania wyroku. Zmarł z przyczyn naturalnych w noc przed egzekucją.

## Ordery i odznaczenia
- Krzyż Oficerski Orderu Franciszka Józefa z dekoracją wojenną[8]
- Krzyż Zasługi Wojskowej – 1910[2]